# Elezioni comunali in Sardegna del 2013
Le elezioni comunali in Sardegna del 2013 si tennero il 26 e 27 maggio (con ballottaggio il 9 e 10 giugno).

## Riepilogo Sindaci Eletti
| Provincia         | Comune   | Sindaco uscente | Sindaco uscente     | Sindaco eletto | Sindaco eletto       | Primo turno | Primo turno       | Secondo turno | Secondo turno | Seggi   |       |       |         |
| ----------------- | -------- | --------------- | ------------------- | -------------- | -------------------- | ----------- | ----------------- | ------------- | ------------- | ------- | ----- | ----- | ------- |
| Provincia         | Comune   | Cagliari        | Assemini            |                | Paolo Mereu (PdL)    |             | Mario Puddu (M5S) | 2.557         | 21,19         | Seggi   | 6.884 | 68,21 | 15 / 24 |
| Carbonia-Iglesias | Iglesias |                 | Antonio Ghiani (CP) |                | Emilio Gariazzo (PD) | 7.828       | 49,53             | 7.216         | 51,68         | 15 / 24 |       |       |         |

## Provincia di Cagliari

### Assemini
| Candidati                     | Candidati              | II turno             | II turno             | I turno | I turno | Liste                         | Voti   | %     | Seggi |
| Candidati                     | Candidati              | Voti                 | %                    | Voti    | %       | Liste                         | Voti   | %     | Seggi |
| ----------------------------- | ---------------------- | -------------------- | -------------------- | ------- | ------- | ----------------------------- | ------ | ----- | ----- |
|                               | Mario Puddu ✔️ Sindaco | 6 884                | 68,21                | 2 557   | 21,19   | Movimento 5 Stelle            | 2 059  | 18,79 | 15    |
|                               | Luciano Casula         | 3 209                | 31,79                | 2 879   | 23,86   | Partito Democratico           | 1 998  | 18,23 | 3     |
| Italia dei Valori - UPC       | Luciano Casula         | 3 209                | 31,79                | 2 879   | 23,86   | 385                           | 3,51   | –     |       |
| Alleanza per Assemini         | Luciano Casula         | 3 209                | 31,79                | 2 879   | 23,86   | 360                           | 3,28   | –     |       |
| Assemini Migliore             | Luciano Casula         | 3 209                | 31,79                | 2 879   | 23,86   | 201                           | 1,83   | –     |       |
| Seggio di coalizione          | Seggio di coalizione   | Seggio di coalizione | 31,79                | 2 879   | 23,86   | 1                             |        |       |       |
|                               | Maria Carla Marras     | Maria Carla Marras   | Maria Carla Marras   | 2 412   | 19,99   | Il Popolo della Libertà       | 1 427  | 13,02 | 2     |
| Partito Sardo d'Azione        | Maria Carla Marras     | Maria Carla Marras   | Maria Carla Marras   | 2 412   | 19,99   | 677                           | 6,18   | –     |       |
| Seggio di coalizione          | Seggio di coalizione   | Seggio di coalizione | Maria Carla Marras   | 2 412   | 19,99   | 1                             |        |       |       |
|                               | Antonio Scano          | Antonio Scano        | Antonio Scano        | 1 199   | 9,94    | Proposta Civica               | 1 089  | 9,94  | –     |
| Seggio di coalizione          | Seggio di coalizione   | Seggio di coalizione | Antonio Scano        | 1 199   | 9,94    | 1                             |        |       |       |
|                               | Enrico Salis           | Enrico Salis         | Enrico Salis         | 715     | 5,92    | Sinistra Ecologia Libertà (A) | 585    | 5,34  | –     |
| Seggio di coalizione          | Seggio di coalizione   | Seggio di coalizione | Enrico Salis         | 715     | 5,92    | 1                             |        |       |       |
|                               | Massimiliano Carboni   | Massimiliano Carboni | Massimiliano Carboni | 680     | 5,63    | Fortza Paris                  | 677    | 6,18  | –     |
|                               | Pasquale Deidda        | Pasquale Deidda      | Pasquale Deidda      | 451     | 3,74    | Riformatori Sardi             | 512    | 4,67  | –     |
|                               | Giovanni Filippino     | Giovanni Filippino   | Giovanni Filippino   | 401     | 3,32    | Fratelli d'Italia             | 364    | 3,32  | –     |
|                               | Venerando Mameli       | Venerando Mameli     | Venerando Mameli     | 379     | 3,14    | Insieme per Assemini          | 294    | 2,68  | –     |
|                               | Filippo Serra          | Filippo Serra        | Filippo Serra        | 358     | 2,97    | Amici degli Animali           | 255    | 2,33  | –     |
| Solidarietà Obbiettivo Comune | Filippo Serra          | Filippo Serra        | Filippo Serra        | 358     | 2,97    | 39                            | 0,36   | –     |       |
|                               | Vincenzo Di Dino       | Vincenzo Di Dino     | Vincenzo Di Dino     | 37      | 0,31    | Proposta Popolare             | 38     | 0,35  | –     |
| Totale                        | Totale                 | 10 093               | 100                  | 12 068  | 100     |                               | 10 960 | 100   | 24    |
|                               |                        |                      |                      |         |         |                               |        |       |       |
| Fonte: Ministero dell'interno |                        |                      |                      |         |         |                               |        |       |       |

## Provincia di Carbonia-Iglesias

### Iglesias
| Candidati                       | Candidati                  | II turno             | II turno      | I turno | I turno | Liste                  | Voti   | %     | Seggi |
| Candidati                       | Candidati                  | Voti                 | %             | Voti    | %       | Liste                  | Voti   | %     | Seggi |
| ------------------------------- | -------------------------- | -------------------- | ------------- | ------- | ------- | ---------------------- | ------ | ----- | ----- |
|                                 | Emilio Gariazzo ✔️ Sindaco | 7 216                | 51,68         | 7 828   | 49,53   | Partito Democratico    | 3 101  | 20,88 | 8     |
| Cas@ Iglesias                   | Emilio Gariazzo ✔️ Sindaco | 7 216                | 51,68         | 7 828   | 49,53   | 1 131                  | 7,61   | 2     |       |
| Sinistra Ecologia Libertà       | Emilio Gariazzo ✔️ Sindaco | 7 216                | 51,68         | 7 828   | 49,53   | 1 068                  | 7,19   | 2     |       |
| Il Tuo Segno per Gariazzo       | Emilio Gariazzo ✔️ Sindaco | 7 216                | 51,68         | 7 828   | 49,53   | 1 045                  | 7,04   | 2     |       |
| Uniti per Iglesias (PSI - PdCI) | Emilio Gariazzo ✔️ Sindaco | 7 216                | 51,68         | 7 828   | 49,53   | 581                    | 3,91   | 1     |       |
| Civitas Iglesias                | Emilio Gariazzo ✔️ Sindaco | 7 216                | 51,68         | 7 828   | 49,53   | 274                    | 1,84   | –     |       |
|                                 | Gian Marco Eltrudis        | 6 747                | 48,32         | 7 197   | 45,54   | Piazza Sella           | 5 286  | 35,59 | 6     |
| Il Popolo della Libertà         | Gian Marco Eltrudis        | 6 747                | 48,32         | 7 197   | 45,54   | 1 731                  | 11,65  | 2     |       |
| Seggio di coalizione            | Seggio di coalizione       | Seggio di coalizione | 48,32         | 7 197   | 45,54   | 1                      |        |       |       |
|                                 | Dario Carbini              | Dario Carbini        | Dario Carbini | 400     | 2,53    | Identità Iglesiente    | 338    | 2,28  | –     |
|                                 | Sandro Esu                 | Sandro Esu           | Sandro Esu    | 380     | 2,40    | Partito Sardo d'Azione | 298    | 2,01  | –     |
| Totale                          | Totale                     | 13 963               | 100           | 15 805  | 100     |                        | 14 853 | 100   | 24    |
|                                 |                            |                      |               |         |         |                        |        |       |       |
| Fonte: Ministero dell'interno   |                            |                      |               |         |         |                        |        |       |       |